# Thomas Hanbury
Pour les articles homonymes, voir Hanbury.
Thomas Hanbury, né le 21 juin 1832 à Londres et mort le 9 mars 1907 à La Mortola, en Italie, est un homme d’affaires et jardinier britannique. Il crée en 1868 le jardin botanique Hanbury, à Mortola, près de Vintimille, en Italie et offre en 1903 le jardin botanique de Wisley, dans le Surrey, à la Royal Horticultural Society.

## Biographie
Thomas Hanbury naît à Bedford Road, Clapham dans le Surrey. Il est le fils de Daniel Bell Hanbury, chimiste, et de Rachel Christy. Son frère aîné, Daniel Hanbury (en) est pharmacologiste et botaniste, membre de la Linnean Society of London. La famille Hanbury est de spiritualité quaker et Thomas Hanbury fait ses études dans des écoles quakers, d'abord à Croydon, puis à Epping. 
Thomas Hanbury est apprenti dans une firme, puis en 1849, il devient employé des courtiers en thé, William James Thompson & Sons à Londres. En 1853, il se rend à Shanghai, qui s'était ouverte au commerce extérieur en 1843 avec trois partenaires et le soutien financier de son oncle, pour fonder la compagnie de soierie et de thé Hanbury & Cie. 
Les marchands européens vivent hors de la ville, dans la Concession internationale de Shanghai. Thomas Hanbury apprend le mandarin, et soutient financièrement la mise en place d'un hôpital et de jardins dans la concession. Il dirige la première ligne de chemin de fer construite en Chine, la compagnie Woosung. La société Hanbury & Cie est dissoute en 1857, et Thomas Hanbury et Frederick Bower créent une nouvelle société commerciale, Bower, Hanbury & Cie, qui se diversifie dans le négoce de devises et le courtage de coton, durant la période où la guerre civile américaine interrompt les échanges commerciaux entre l'Angleterre et les États-Unis. 
Hanbury fait plusieurs séjours en Europe, notamment dans le sud de la France en 1867, date à laquelle il achète le palais Orengo, à Mortola, près de Vintimille, dans la perspective de créer un jardin botanique avec l'aide de son frère Daniel Hanbury. 

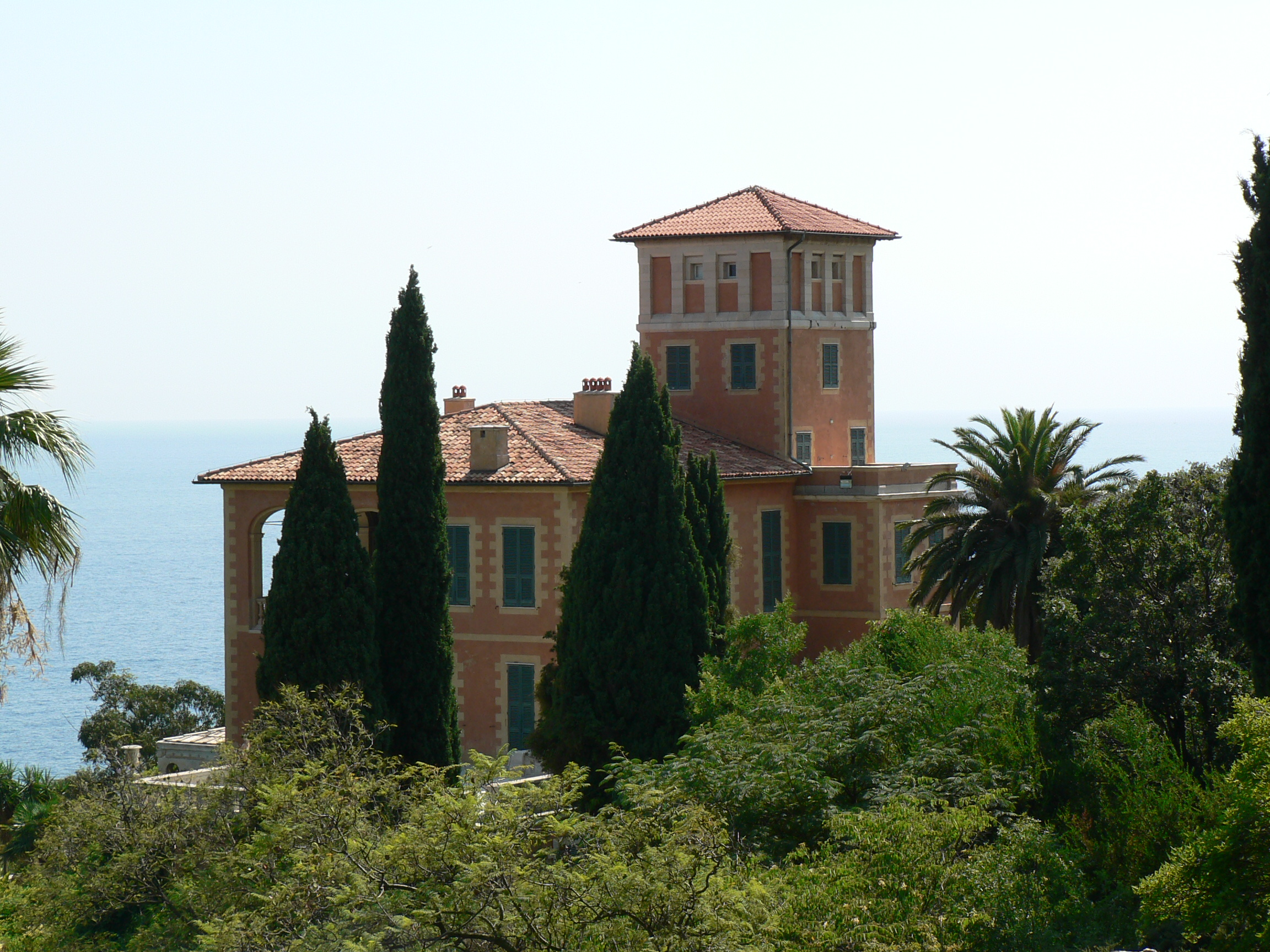
Villa et jardin botanique Hanbury

Hanbury épouse en 1868 Katharine Aldham Pease (1842-1920) originaire de Westbury on Trym, actuel quartier de Bristol et elle aussi quaker. Ils s'installent définitivement à La Mortola en 1871. Daniel  Hanbury a déjà commencé à organiser les jardins, sur 18 des 45 ha de la propriété. 
En décembre 1868, Hanbury fait appel au botaniste Ludovic Winter qui est jardinier à La Mortola jusqu'en 1875. À partir de 1873, plusieurs curateurs des jardins travaillent pour lui, Gustave Rutschi, Gustav Cronemeyer, qui réalise le premier catalogue en 1889, Moritz Kurt Dinter et jusqu’en 1914, Alwin Berger. Daniel Hanbury meurt en 1875, et Thomas Hanbury et son fils Cecil Hanbury continuent la mise en œuvre expérimentale d'acclimatation d'espèces végétales, notamment d'agrumes et de bambous.

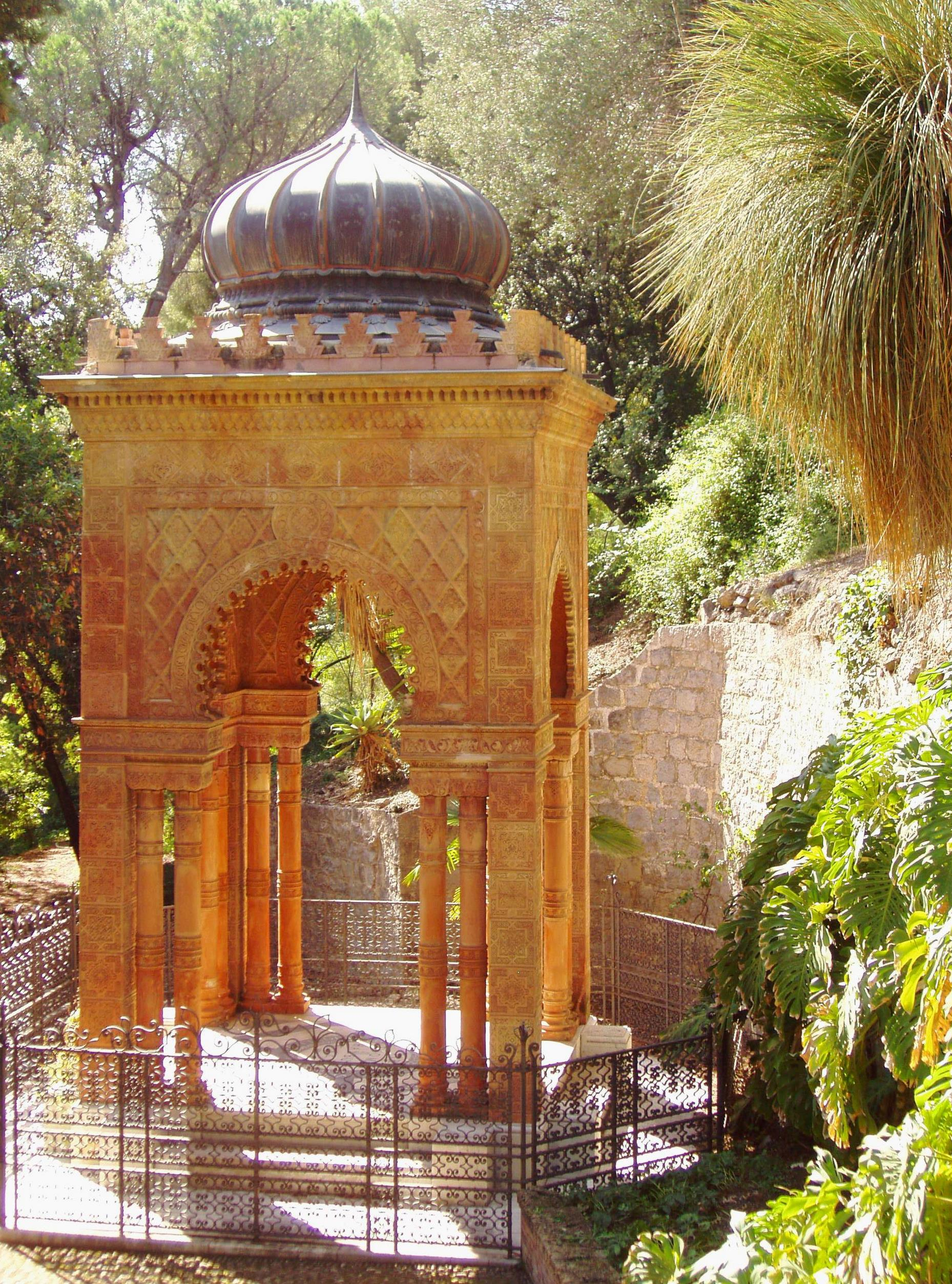
Mausolée de la famille Hanbury

De nombreuses personnalités visitent le jardin : la reine Victoria en 1882, le prince de Galles, Victor-Emmanuel III et divers membres de familles princières ainsi que des jardiniers, notamment Henry Nicholson Ellacombe (en).
Thomas et Katharine Hanbury fondent deux écoles à une époque où l'enseignement n'est pas obligatoire en Italie, et offrent des bâtiments pour la création de bibliothèques. Thomas est président de l'hôpital municipal de Vintimille. En 1892, il établit un institut botanique, qui comprend un laboratoire, un herbier et un musée dont il fait don au gouvernement italien. Il donne des plantes à plusieurs communes de la Riviera et de la Côte d'Azur. Il offre à Menton une fontaine monumentale  et un Museum Praehistoricum, qui abrite les squelettes préhistoriques découverts à la Barma Grande. 
En 1903, il offre à la Royal Horticultural Society le jardin botanique de Wisley qu'il a racheté l'année précédente. La RHS y implante un jardin expérimental et un laboratoire et confère la médaille Victoria de l'honneur à Hanbury en 1903. 
Thomas Hanbury meurt à La Mortola le 9 mars 1907. Son cercueil est transporté à Sanremo, où il est incinéré, puis il est enterré dans son jardin, sous un pavillon de style néo-mauresque. Son fils aîné, Cecil Hanbury, hérite du domaine, puis il revient à l'épouse de celui-ci, Dorothy Hanbury-Forbes, qui restaure la propriété. Le gouvernement italien s'en porte acquéreur en 1960, et en laisse la concession définitive à l'université de Gênes en 1998.

## Distinctions
- 1878 : membre de la Linnean Society of London[1]
- 1888 : commandeur de l'Ordre de la Couronne d'Italie[3]
- 1901 : chevalier commandeur de l'Ordre royal de Victoria[1]
- 1903 : médaille Victoria de l'honneur[1]
- Commandeur de l'Ordre des Saints-Maurice-et-Lazare[3]